# Budha

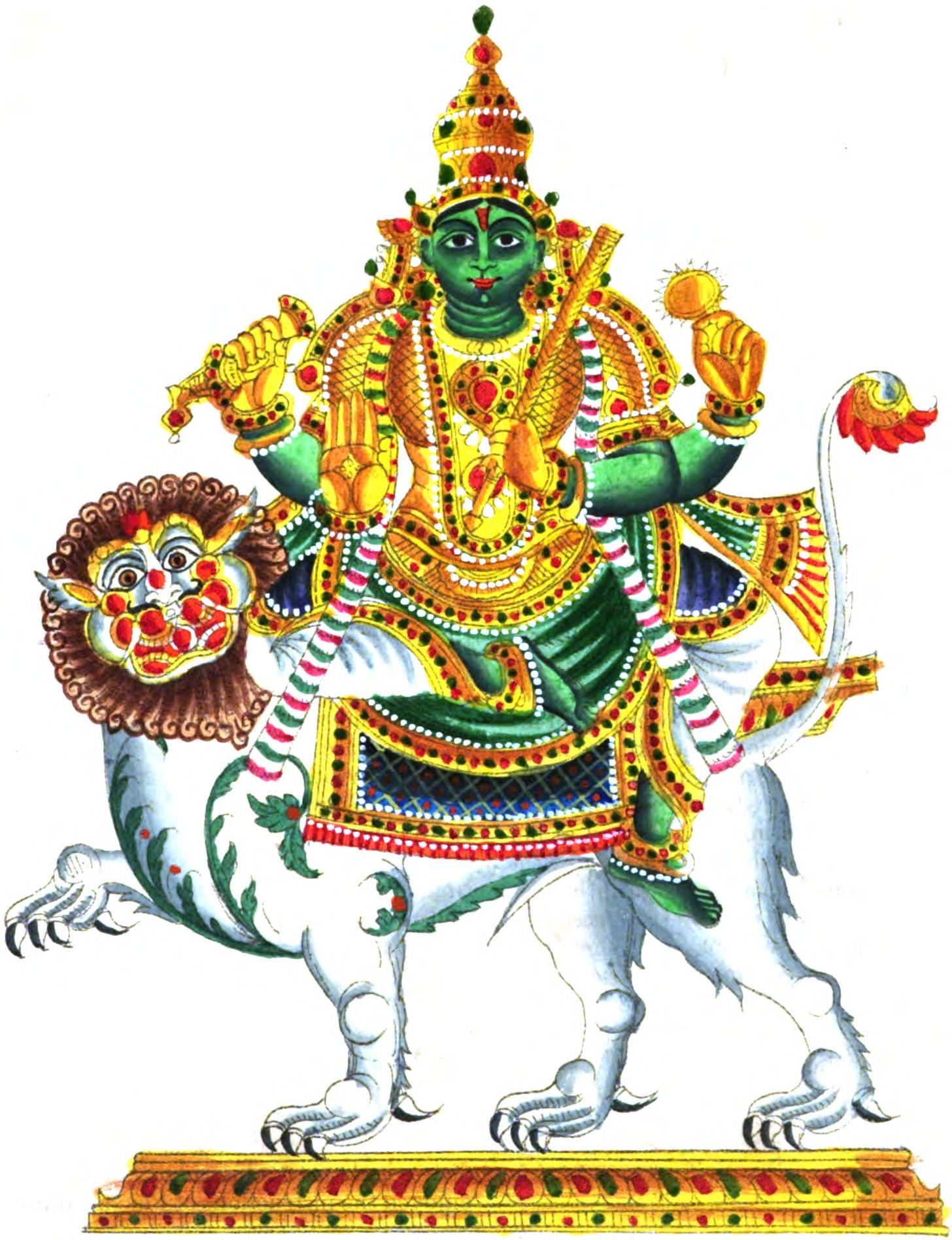

Budha (dewanagari बुध, Mądry) – hinduistyczny bóg planety Merkury, jeden z Dziewięciu Porywaczy (Nawagraha).
Był synem Ćandry, dawał ludziom szczęście i dobre żony.
Władał środą, zsyłał szczęście i zacne małżonki.